# 10-8: Officers on Duty
10-8:Officers on Duty (tạm dịch là 10-8:Cán bộ làm nhiệm vụ) là một bộ phim truyền hình của cảnh sát Mỹ do Louis St. Clair và Jorge Zamacona tạo ra, được phát sóng trên kênh ABC từ ngày 28/9/2003 đến ngày 25/1/2004.